# Pecado ancestral
Pecado ancestral, pecado generacional o culpa ancestral (προπατορικὴ ἁμαρτία; προπατορικὸν ἁμάρτημα; προγονικὴ ἁμαρτία), es la doctrina según la cual los individuos heredan el juicio por el pecado de sus antepasados. Existe principalmente como un concepto en las religiones mediterráneas (por ejemplo, en la hamartiología cristiana); el pecado generacional se hace referencia en la Biblia en KJV.

## Antecedentes
La discusión más detallada del concepto se encuentra en De decem dubitationibus circa Providentiam de Proclus, un manual propedéutico para estudiantes de la  Academia Neoplatónica de Atenas. Proclus deja claro que el concepto es de una antigüedad sagrada, y dar sentido a la aparente paradoja se presenta como una defensa de la antigua religión griega. El punto principal es que una ciudad o una familia debe ser visto como un solo ser vivo (animal unum, zoion gallina) más sagrado que cualquier vida humana individual.
La doctrina de la culpa ancestral se presenta de manera similar como una tradición de la antigüedad inmemorial en la antigua religión griega por Celso en su Discurso verdadero contra los cristianos, una polémica contra el cristianismo. Se cita a Celso atribuyendo a "un sacerdote de Apolo o de Zeus" el dicho de que "los molinos de los dioses muelen lentamente, incluso a los hijos de los niños, y a los que nacen después de ellos". La idea de que la ley divina adopta la forma de castigo colectivo es también omnipresente en la Biblia hebrea, por ejemplo, las Diez plagas de Egipto, la destrucción de Siquem, etc., y sobre todo los castigos recurrentes infligidos a los israelitas por apartarse de Yahwismo..

## Enseñanza por religión

### En el cristianismo
La Biblia habla del pecado generacional en KJV, que afirma que "las iniquidades de los padres se visitan sobre los hijos y las hijas - hasta la tercera y cuarta generación." Este concepto implica que "los problemas no resueltos se transmiten de generación en generación", pero que "Jesús es el que rompe las ataduras ... [y] Él es capaz de romper el ciclo de esta maldición, pero sólo si nosotros queremos que lo haga".
La doctrina formalizada del cristiano del pecado original es una extensión directa del concepto de pecado ancestral (imaginado como infligido a varias generaciones sucesivas), argumentando que el pecado de Adán y Eva es infligido a todos sus descendientes indefinidamente, es decir, a toda la raza humana. 
Fue desarrollada por primera vez en el siglo II por Ireneo, el obispo de Lyon, en su lucha contra el gnosticismo. Ireneo contrastó su doctrina con la opinión de que la Caída fue un paso en la dirección equivocada por parte de Adán, con quien, creía Ireneo, sus descendientes tenían cierta solidaridad o identidad.

#### Ortodoxia oriental
El pecado ancestral es objeto de una doctrina cristiana enseñada por la Iglesia Ortodoxa así como por otros cristianos orientales. Algunos lo identifican como "inclinación al pecado, herencia del pecado de nuestros progenitores". Pero la mayoría lo distingue de esta tendencia que permanece incluso en las personas bautizadas, ya que el pecado ancestral "se elimina mediante el bautismo".
San Gregorio Palamas enseñó que, como resultado del pecado ancestral (llamado "pecado original" en Occidente), la imagen del hombre estaba empañada, desfigurada, como consecuencia de la desobediencia de Adán.
El teólogo griego John Karmiris escribe que "el pecado del primer hombre, junto con todas sus consecuencias y penas, se transfiere por medio de la herencia natural a toda la raza humana. Puesto que cada ser humano es descendiente del primer hombre, "ninguno de nosotros está libre de la mancha del pecado, aunque lograra vivir un día completamente libre de pecado". ... El Pecado Original no sólo constituye 'un accidente' del alma; sino que sus resultados, junto con sus penas, se trasplantan por herencia natural a las generaciones venideras ... Y así, a partir del único acontecimiento histórico del primer pecado del primogénito, llegó la situación actual del pecado que se imparte, junto con todas sus consecuencias, a todos los descendientes naturales de Adán."

#### Catolicismo romano
Con respecto a romper las maldiciones generacionales, el clero de la Renovación Carismática Católica ha desarrollado oraciones para la sanación.
El Catecismo de la Iglesia Católica, cuya traducción al griego utiliza "προπατορική αμαρτία" (literalmente, 'pecado ancestral') donde el texto en latín tiene "peccatum originale", afirma: "El pecado original se llama 'pecado' sólo en sentido analógico: es un pecado 'contraído' y no 'cometido' - un estado y no un acto. Aunque es propio de cada individuo, el pecado original no tiene el carácter de una culpa personal en ninguno de los descendientes de Adán" La enseñanza ortodoxa oriental dice igualmente: "Se puede decir que, aunque no hemos heredado la culpa del pecado personal de Adán, porque su pecado es también de naturaleza genérica, y porque todo el género humano posee una unidad esencial y ontológica, participamos en él en virtud de nuestra participación en el género humano. 'La impartición del Pecado Original por medio de la herencia natural debe entenderse en términos de la unidad de toda la naturaleza humana, y del homoousiotitos de todos los hombres, que, conectados por la naturaleza, constituyen un todo místico. En la medida en que la naturaleza humana es, en efecto, única e inquebrantable, se hace explicable la impartición del pecado del primogénito a toda la raza humana descendiente de él: "Explícitamente, como desde la raíz, la enfermedad procedió al resto del árbol, siendo Adán la raíz que había sufrido la corrupción" (San Cirilo de Alejandría).

### Judaísmo
La Biblia hebrea proporciona dos pasajes de las escrituras con respecto a las maldiciones generacionales:

El Señor, el Señor, Dios compasivo y misericordioso, lento para la ira, abundante en bondad amorosa y verdad... Sin embargo, no deja impune al culpable; castiga a los hijos y a sus hijos por el pecado de los padres hasta la tercera y cuarta generación.

No se dará muerte a los padres por sus hijos, ni a los hijos por sus padres; cada uno morirá por su propio pecado.

El Talmud rechaza la idea de que las personas puedan ser castigadas justamente por los pecados de otra persona y el judaísmo en general defiende la idea de la responsabilidad individual. Una interpretación es que, aunque no hay culpa moral para los descendientes, pueden verse afectados negativamente como consecuencia de las acciones de sus antepasados.